# عاقل‌لار (آرتوین)
عاقل‌لار (به ترکی استانبولی: Ağıllar) یک منطقهٔ مسکونی در ترکیه است که در آرتوین واقع شده‌است. عاقل‌لار ۴۱ نفر جمعیت دارد.